# John Wark
John Wark (Glasgow, 4 de agosto de 1957) é um ex-futebolista escocês.

## Carreira
John Wark competiu na Copa do Mundo FIFA de 1982, sediada na Espanha, na qual a seleção de seu país terminou na 15º colocação dentre os 24 participantes.